# Penicillium simplicissimum
Penicillium simplicissimum är en svampart som först beskrevs av Cornelius Anton Jan Abraham Oudemans, och fick sitt nu gällande namn av Thom 1930. Penicillium simplicissimum ingår i släktet Penicillium och familjen Trichocomaceae.   Inga underarter finns listade i Catalogue of Life.